# Larrañaga (Montevideo)

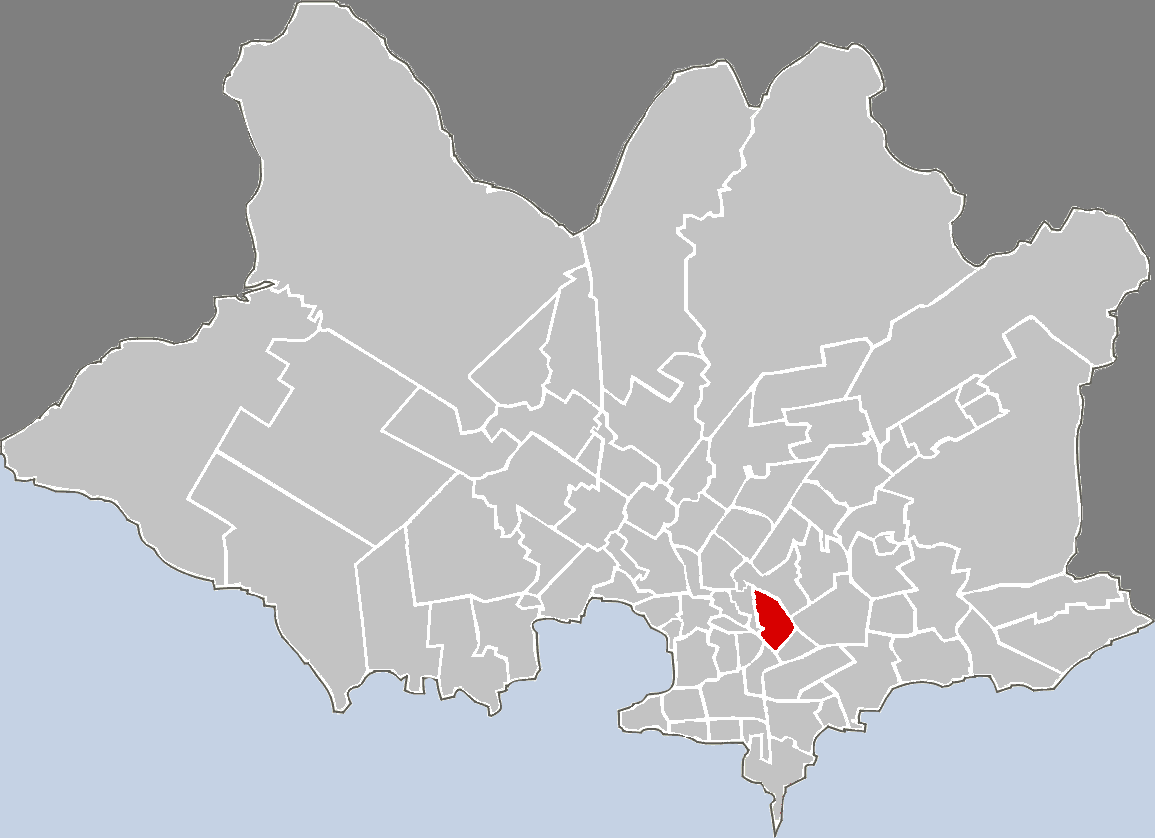
Lage von Larrañaga in Montevideo

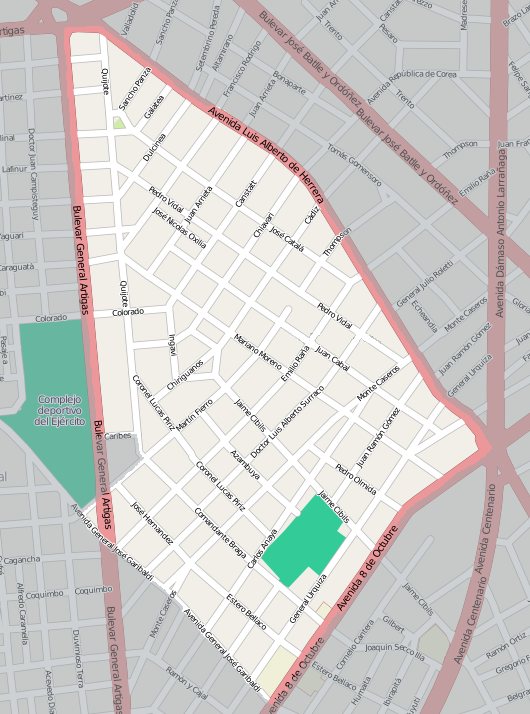
Plan Larrañagas

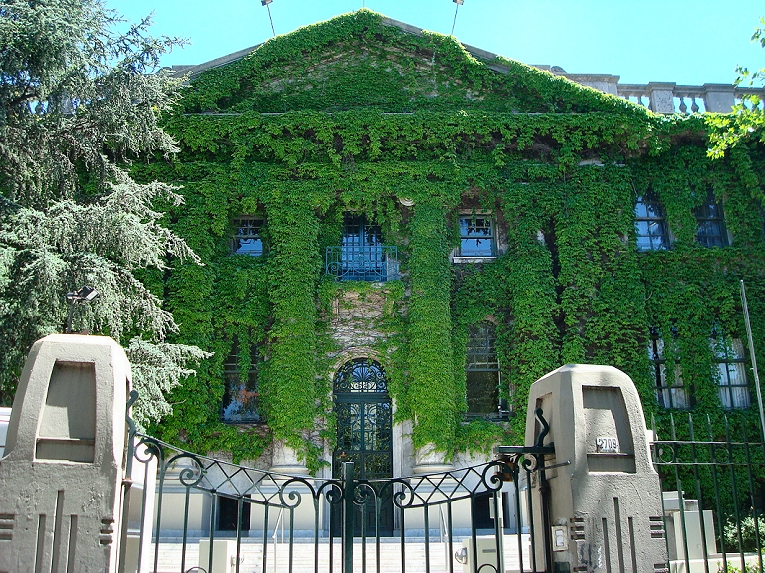
Instituto Metodista Universitario Crandon

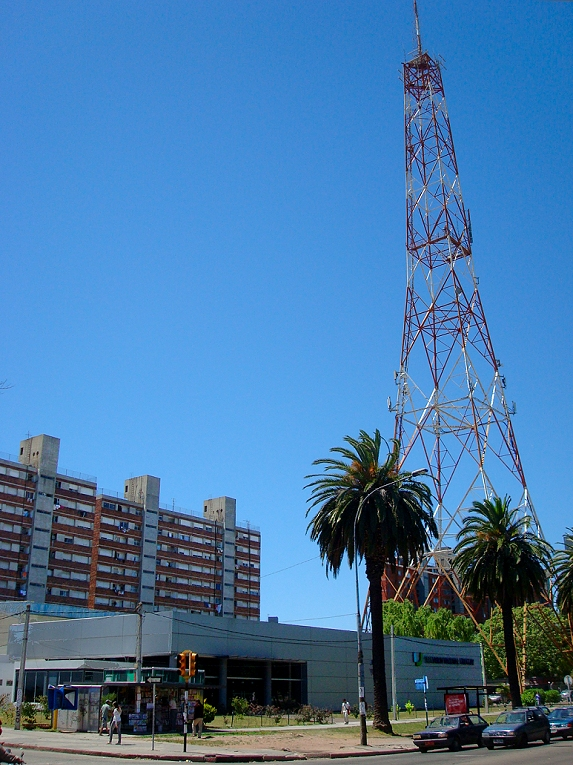
Television Nacional Uruguay "Canal 5" in Larrañaga

Larrañaga ist ein Stadtviertel (barrio) der uruguayischen Hauptstadt Montevideo.

## Lage
Es befindet sich nördlich des Stadtkerns im zentralen Süden des Departamentos Montevideo. Larrañaga grenzt dabei im Süden bzw. Südosten an die dort gelegenen Viertel Tres Cruces und La Blanqueada. Westlich liegen die Stadtteile La Comercial und Jacinto Vera. Im Norden schließt Mercado Modelo y Bolívar an, während im Osten Unión das Stadtgebiet fortführt.
Eingeschlossen wird das Gebiet des Stadtviertels dabei, von Südwesten im Uhrzeigersinn ausgehend, von der aus den folgenden Straßen gebildeten Grenzlinie: Avenida Gral. José Garibaldi, Cunapiru, Martin Fierro, Don Quijote, Caribes, Bulevar Artigas, Avenida Dr. Luis Alberto de Herrera, Avenida 8 de Octubre. Durch das Barrio führen zudem die jedenfalls Anfang des 20. Jahrhunderts als General Lúcas Píriz, Alejandro Chucarro und Tomás Gomensoro bezeichneten Straßen. Das Gebiet des Barrio Larrañaga ist dem Municipio C zugeordnet.

## Geschichte
Das Barrio wurde 1886 am Camino Larrañaga zwischen Goes und Monte Caseros durch Francisco Piria auf dessen eigenen Ländereien gegründet. Das Gebiet des Barrios umfasste seinerzeit eine Grundfläche von rund vier Hektar. Zu Beginn des 20. Jahrhunderts war es dünn besiedelt und hielt zahlreiche kleine Obst- und Gemüsegärten vor.

## Infrastruktur und Beschreibung

### Bildung
Im Viertel befindet sich das Instituto Metodista Universitario Crandon und das 1995 gegründete, am Bulevar Artigas gelegene Colegio Liber Falco.

### Sport
Larrañaga ist Sitz des traditionsreichen Fußballvereins Nacional Montevideo, der jedoch selbst auf seiner Internetseite diesen Bereich der Stadt, in dem er angesiedelt ist, dem Viertel La Blanqueada zuordnet.

### Plätze und Sehenswürdigkeiten
An der Ecke Avenida Gral. José Garibaldi, Monte Caseros befindet sich die Plaza Budapest.